# Horní Rožínka
Horní Rožínka (in tedesco Ober Rosinka) è un comune ceco situato nel distretto di Žďár nad Sázavou, nella regione di Vysočina.